# Менструальна чаша

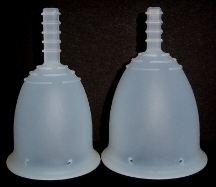
Менструальні чаші різних розмірів

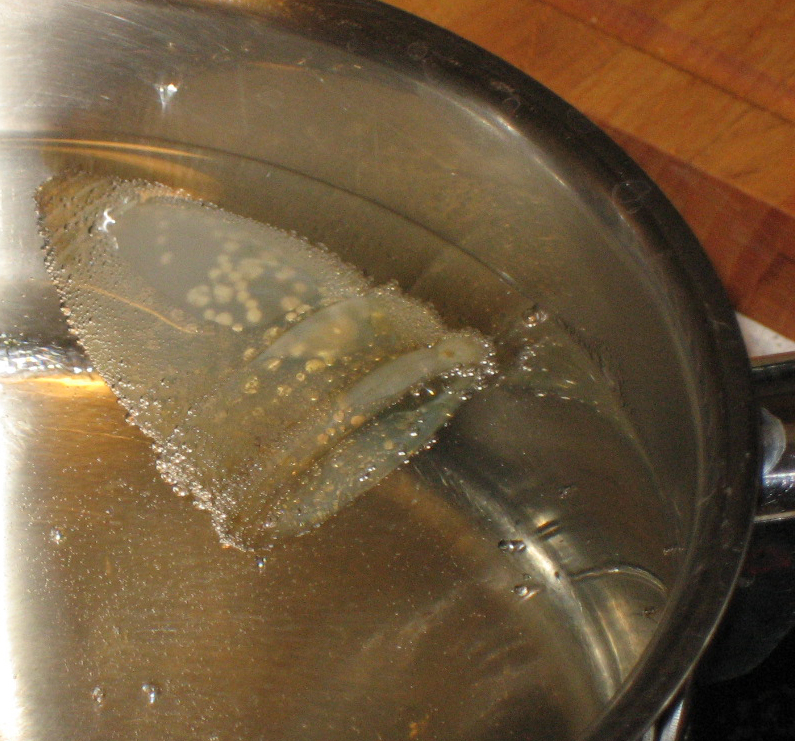
Кип'ятіння силіконової менструальної чаші

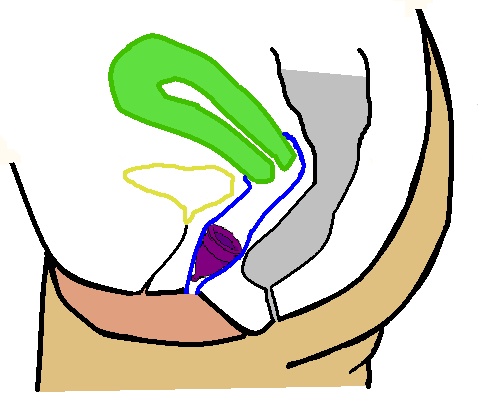
Менструальна чаша (фіолетовим) встановлюється у вагіні і вловлює виділення, що надходять з матки (зеленим).

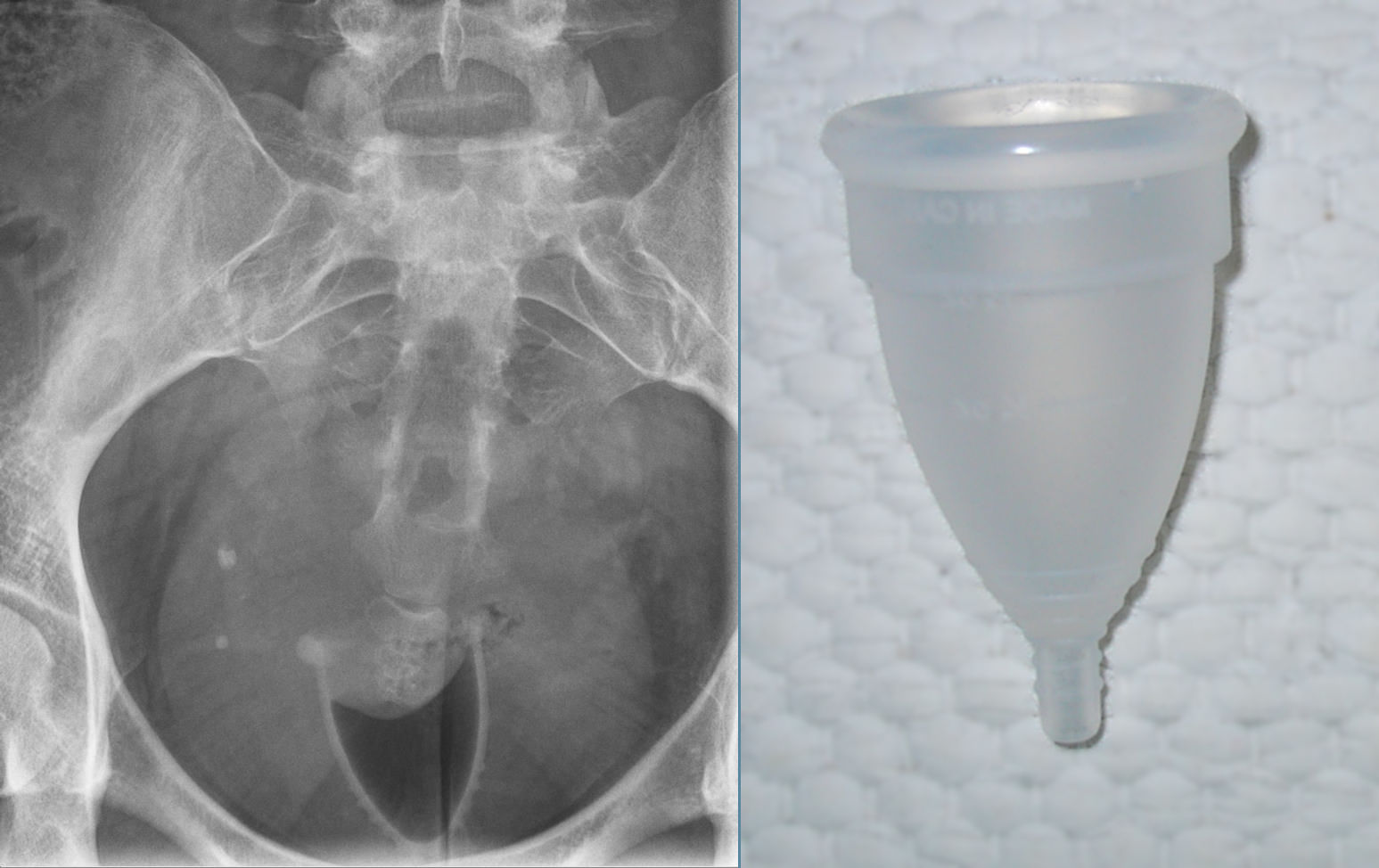
Менструальна чаша на рентгенограмі тазової області

Менструа́льна ча́ша — внутрішній засіб менструальної гігієни: гнучкий контейнер для збору менструальних виділень, зазвичай з медичного силікону. На відміну від гігієнічних прокладок і тампонів, чаша не вбирає, а збирає виділення: встановлюється у вагіні і збирає виділення, що надходять з матки.
Загалом за умов належного очищення та стерилізації чашу можна використовувати тривалий час: деякі виробники рекомендують замінювати чашу щороку, інші — раз у 5-10 років. Існують також одноразові чаші, які утилізують після кожного використання або після кожного менструального циклу.

## Історія
Прообраз дзвоноподібної менструальної чаші було запатентовано у 1932 році акушерською групою McGlasson і Perkins. Згодом було запатентовано вироби у 1935, 1937 та 1950 роках. У 1960-х представлені чаші бренду Tassaway, але вони не мали комерційного успіху. Спочатку чаші виробляли з гуми. Сьогодні доступними є як силіконові, так і гумові чаші.
У 1987 році у США з'явилась латексна чаша Keeper. Цей бренд став першим комерційно життєздатним і працює понині. Першою силіконовою чашею була британська Mooncup. Більшість сучасних чаш виробляють із силікону через його довговічність та гіпоалергенні властивості. Багаторазова менструальна чаша Lily Cup шведського бренду INTIMINA може згортатися до розмірів тампона. Також компанією INTIMINA розроблена чаша Lily Cup Compact, яка компактно складається у захисну коробочку для використання у подорожі. Німецький бренд MeLuna — єдиний, що виробляє чаші із ТПЕ (термопластичного еластомеру).

## Види
Існують два види менструальних чаш:
- м'які гнучкі одноразові чаші з поліетилену, що нагадують контрацептив-діафрагму. Приклад чаш такого типу — «Instead».
- другий, найпоширеніший тип: чаша у формі дзвону з гуми (латексу), медичного силікону або термопластичного еластомера (ТПЕ), багаторазова і може використовуватися до 10 років. Деякі виробники рекомендують замінювати чашу щороку, інші — раз у 5-10 років.

М'які одноразові менструальні чаші можуть використовуватися під час сексуального контакту, проте вони не є контрацептивами. Силіконові або латексні чаші у формі дзвона слід виймати перед сексуальним контактом.

## Розміри
Дівчатам та жінкам, які ще не народжували, рекомендуються чаші розмірів S або 1 (об'єм 20 мл). Після пологів чи по досягненню 25 років можна вибрати менструальну чашу розміру L або 2 (об'єм 30 мл).

## Використання
Введення
Перед першим використанням менструальну чашу необхідно прокип'ятити або скористатися спеціальним стерилізаційним розчином. Ретельно вимити руки, взяти чашу і скласти її запропонованим способом.
Акуратно ввести чашу у вагіну. Вводити слід не вертикально, а трохи під кутом (в напрямку куприка). Дозволити чаші повністю розкритися і присмоктатися до вагінальних стінок. За непевності, що чаша розкрилася, рекомендують провести пальцем уздовж чаші, щоб відчути, що вона стоїть правильно.
Перший час всі дії з чашею краще проводити сидячи і в максимально розслабленому стані. Для легшого введення чаш випускають спеціальні мастильні гелі на водній основі або рекомендують змочувати чаші водою.
Видалення чаші

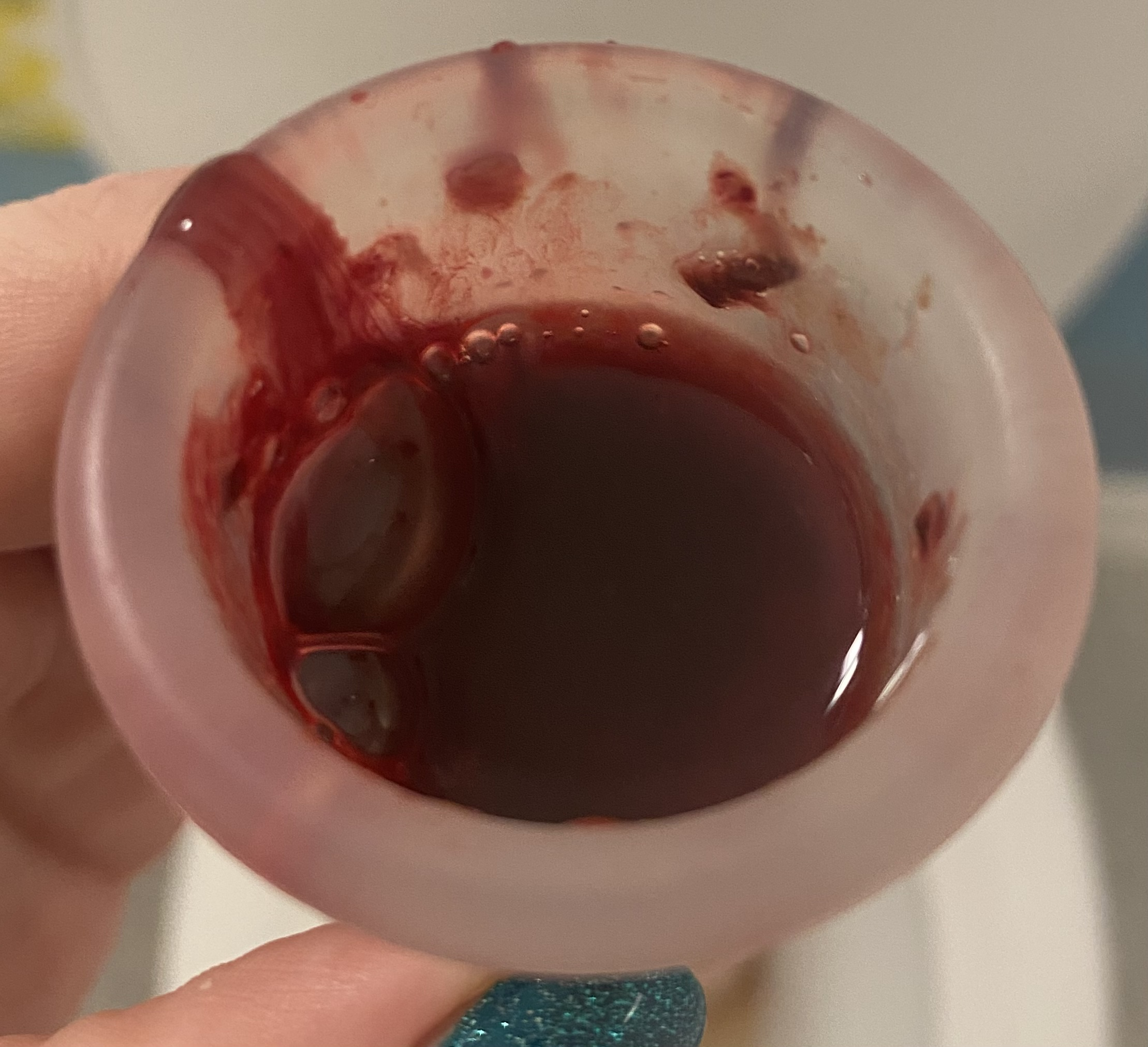
Менструальна чаша другого дня менструації 40-річної жінки

Оскільки менструальна чаша вміщує достатню кількість рідини, спустошувати її достатньо 2-4 рази в день — залежно від рясності менструації. Обов'язково спустошувати чашу після нічного використання. Максимальний час знаходження чаші в організмі — 12 годин. Щоб вийняти, потрібно намацати нижню частину чаші, злегка натиснути, і коли вакуум ослабне, акуратно витягти чашу.

## Ризики
- Недостатнє очищення (стерилізація) чаші
- Забування чаші всередині тіла
- Синдром токсичного шоку

## У масовій культурі
В епізоді «Рідня» телесеріалу 2023 року «Останні з нас» від HBO.